# Линколн (Онтарио)
Линколн (енгл. Lincoln) је градић у Канади у покрајини Онтарио. Према резултатима пописа 2011. у граду је живело 22.487 становника.

## Становништво
Према резултатима пописа становништва из 2011. у граду је живело 22.487 становника, што је за 3,5% више у односу на попис из 2006. када је регистровано 21.722 житеља.
| 2006.  | 2011.  |
| ------ | ------ |
| 21.722 | 22.487 |